# Происшествия на работе

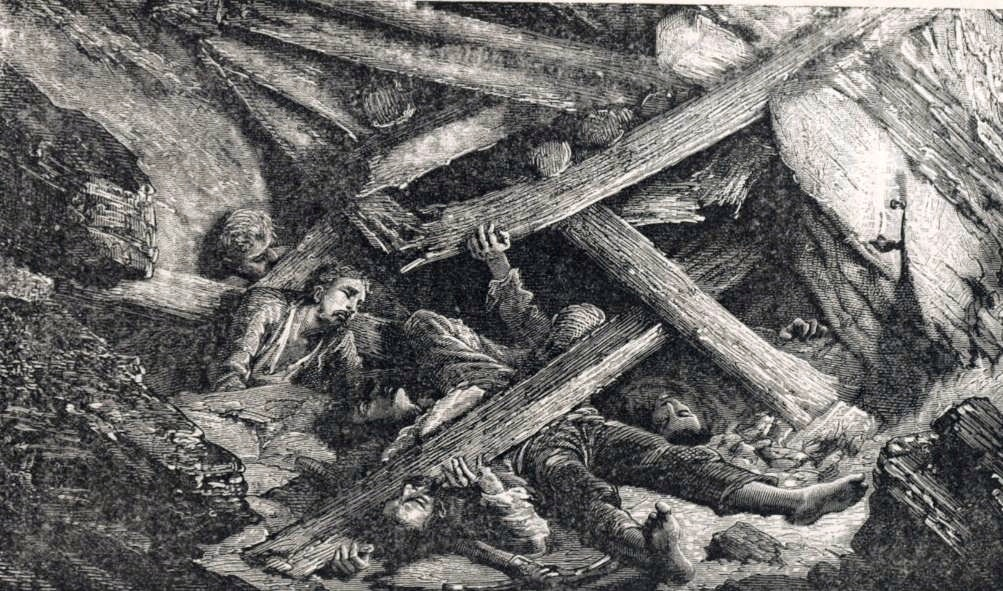
Происшествие в шахте

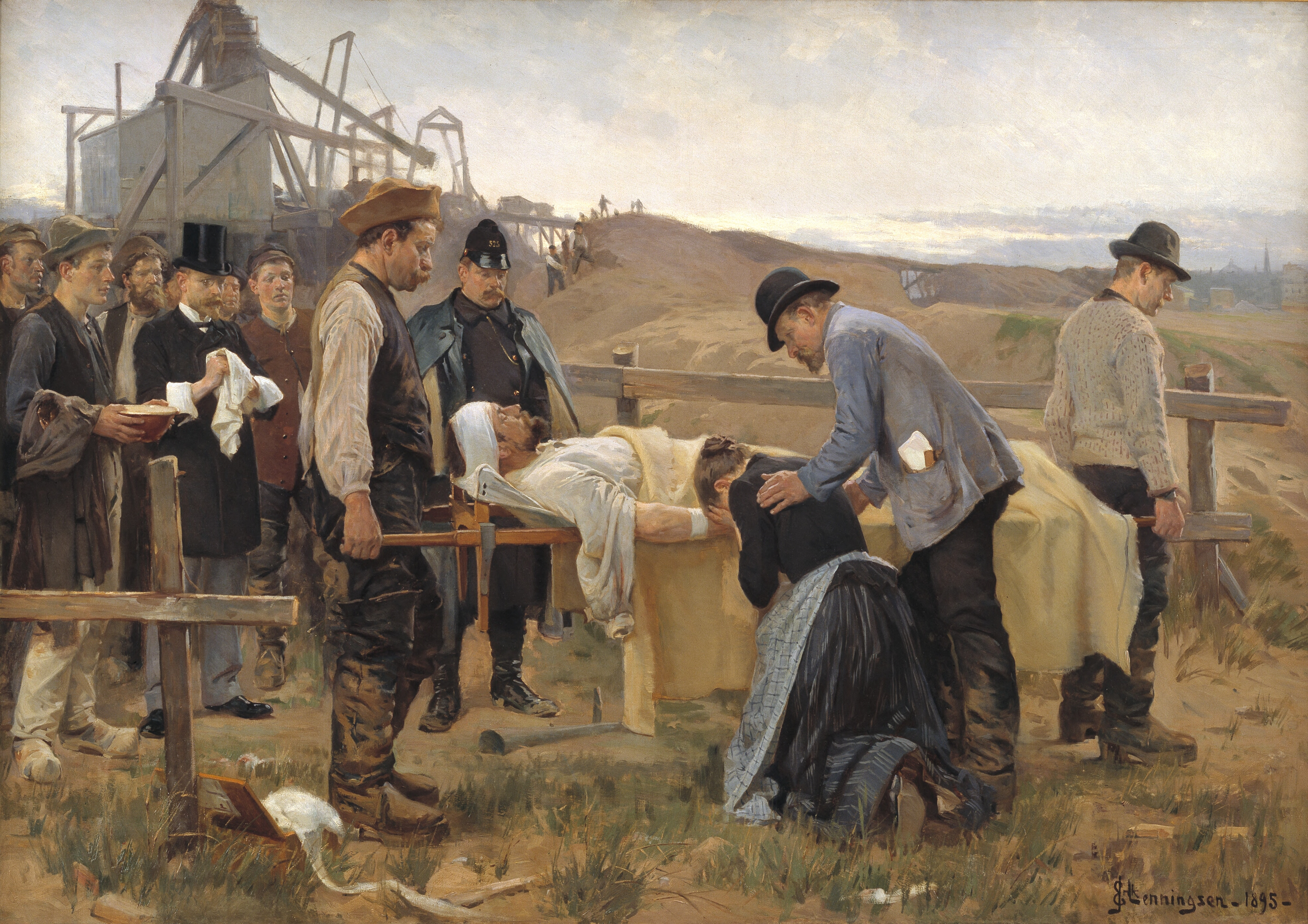
Эрик Хеннингсен картина «Раненый рабочий» из Национальной галереи Дании

Несчастный случай на работе — это неожиданное событие, которое возникает в результате чрезвычайной ситуации или происшествия, вследствие чего происходит непреднамеренное прерывание работы, а также возникновение производственной травмы или летального исхода.
Несчастный случай — это ограниченное во времени событие или внезапное воздействие на работника опасного производственного фактора или среды.
Когда такое происшествие приводит к множественным смертям, то говорят о техногенной катастрофе.
По данным Международной организации труда (МОТ), ежегодно на производстве происходит более 337 миллионов несчастных случаев, в результате которых вместе с профессиональными заболеваниями ежегодно погибает более 2,3 миллиона человек.
Компенсация за происшествия на работе может варьироваться в зависимости от страны, региона и законодательства. Во многих странах существуют нормативные акты, которые регулируют обязательное страхование от несчастных случаев на производстве и обязанности работодателя по компенсации.
Вот некоторые общие методы компенсации, которые компании могут применять в случае происшествий на работе:
1. Страхование от несчастных случаев на производстве: Работодатель может быть обязан заключить страховой полис от несчастных случаев на производстве, который покрывает медицинские расходы, потерю заработка и инвалидность, возникшие в результате происшествия на работе.
2. Медицинские расходы: Работодатель может компенсировать медицинские расходы, связанные с лечением работника, пострадавшего в результате происшествия на рабочем месте. Это может включать оплату врачебных услуг, лекарств, госпитализацию и реабилитацию.
3. Оплата потери заработка: В случае, если работник не может работать из-за травмы, полученной на рабочем месте, компания может предоставить ему компенсацию за потерю заработка. Обычно это составляет определённый процент от среднего заработка работника за период времени, в течение которого он неспособен работать.
4. Инвалидность: В случае, если происшествие приводит к долгосрочной или постоянной инвалидности работника, компания может предоставить ему постоянную компенсацию или пенсию на основе степени инвалидности.
5. Профессиональная реабилитация: В целях восстановления работоспособности пострадавшего работника компания может предложить профессиональную реабилитацию, включающую переквалификацию или обучение новым навыкам.

Однако важно отметить, что каждая компания и каждая ситуация могут иметь свои собственные политики компенсации и требования, которые могут быть определены внутренними правилами и законодательством. Работники должны обратиться к своему работодателю или юридическим органам своей страны, чтобы получить более подробную информацию о процессе компенсации за происшествия на работе.

## Типы
Нет единого мнения относительно того, следует ли считать несчастными случаями на производстве несчастные случаи, связанные с поездками на работу (то есть несчастные случаи по дороге на работу и по возвращении домой после работы). Методология ESAW исключает их. МОТ включает их в свои конвенции о здоровье и безопасности на рабочем месте, хотя и перечисляет их как отдельную категорию несчастных случаев. В некоторых странах (например, в Греции) их не отличают от других несчастных случаев на производстве. В России травмы, полученные во время командировок, считаются производственными (ст. 227 ТК). Равно как и травмы, полученные на пути следования к месту командировки и обратно.
С 2012 по 2017 год на падение с высоты приходилось 28 % всех смертей рабочих в Великобритании. Падения с высоты являются основной причиной смертности в результате несчастных случаев на стройке в Соединённых Штатах.
В начале 2021 года британская газета The Guardian опубликовала подробное расследование, согласно которому в период с 2011 по 2020 год в Катаре погибло не менее 6500 рабочих-мигрантов. Катар оспаривает эти цифры, утверждая, что среди рабочих на строительных площадках стадиона погибло всего 37 человек: трое были связаны с несчастными случаями на производстве, а 34 — с другими причинами.

## Примеры
Во время съёмок фильма «Обитель зла: Последняя глава» в 2015 году каскадерше Оливии Джексон ампутировали руку после того, как её мотоцикл врезался в металлическую руку камеры во время погони на высокой скорости.
Матильда Рапапорт попала в аварию, вызванную лавиной во время съёмок рекламы видеоигры Steep 2016 года. Рапапорт была доставлена в больницу в Сантьяго, где вечером 18 июля умерла не выходя из комы в присутствии матери и мужа Харгина Маттиаса.